# Quentecaus I
Quentecaus I (em egípcio: Ḫntkaws) foi uma rainha do Antigo Egito, talvez esposa dos faraós Seberquerés e Userquerés da IV e V dinastias e mãe dos faraós Neferircaré e Sefrés. Talvez reinou no Egito em seu próprio direito. Sua tumba em Gizé – Tumba LG100 – está muito perto do complexo da Pirâmide de Miquerinos. Essa proximidade pode representar uma incerta relação familiar, tendo ela talvez sido filha dele.

## Vida

### Origem e família
A origem de Quentecaus não é clara. Como não tinha o título de "filha do rei" nem "consorte real", possivelmente não veio diretamente da família real da IV dinastia ou, no máximo, duma linha lateral. Uma inscrição remanescente do templo do vale do faraó Miquerinos com o título de filha do rei e um nome danificado foi tida por Selim Hassan como uma indicação de que era filha dele. Porém, Silke Roth duvidou disso e considerou a leitura do restante do nome como "[...] kau [...]" improvável, optando por atribuir a inscrição a outra pessoa. Além de sua descendência, o também proposto casamento com um dos faraós da IV dinastia (Miquerinos, Seberquerés ou Tanfétis) não está garantido.
É incerto quais filhos teve. Segundo a tradição do Papiro Westcar, que descreve os ancestrais lendários dos faraós Userquerés, Sefrés e Neferircaré, estes deveriam ser os filhos de Quentecaus. Porém, a descoberta, em 2002, de novos blocos com relevos da Pirâmide de Sefrés deixou mais clara esta relação familiar. Neles, a rainha Neferetepés é identificada como mãe de Sefrés e a ela foi erigido um pequeno complexo tumular ao lado do de Userquerés em Sacará, indicando que fosse sua esposa e que Sefrés era seu filho. Assim, a posição de Neferircaré está agora assegurada. Ele filho de Sefrés e sua esposa e irmã Meretenebeti e neto de Userquerés. Desse modo, apenas Userquerés permanece como possível filho de Quentecaus, para o qual não há evidência direta. Considerou-se também a possibilidade dele ser consorte dela, permitindo-lhe, por sua posição de "princesa hereditária", a ascensão ao trono.